# Fryz Beethovena

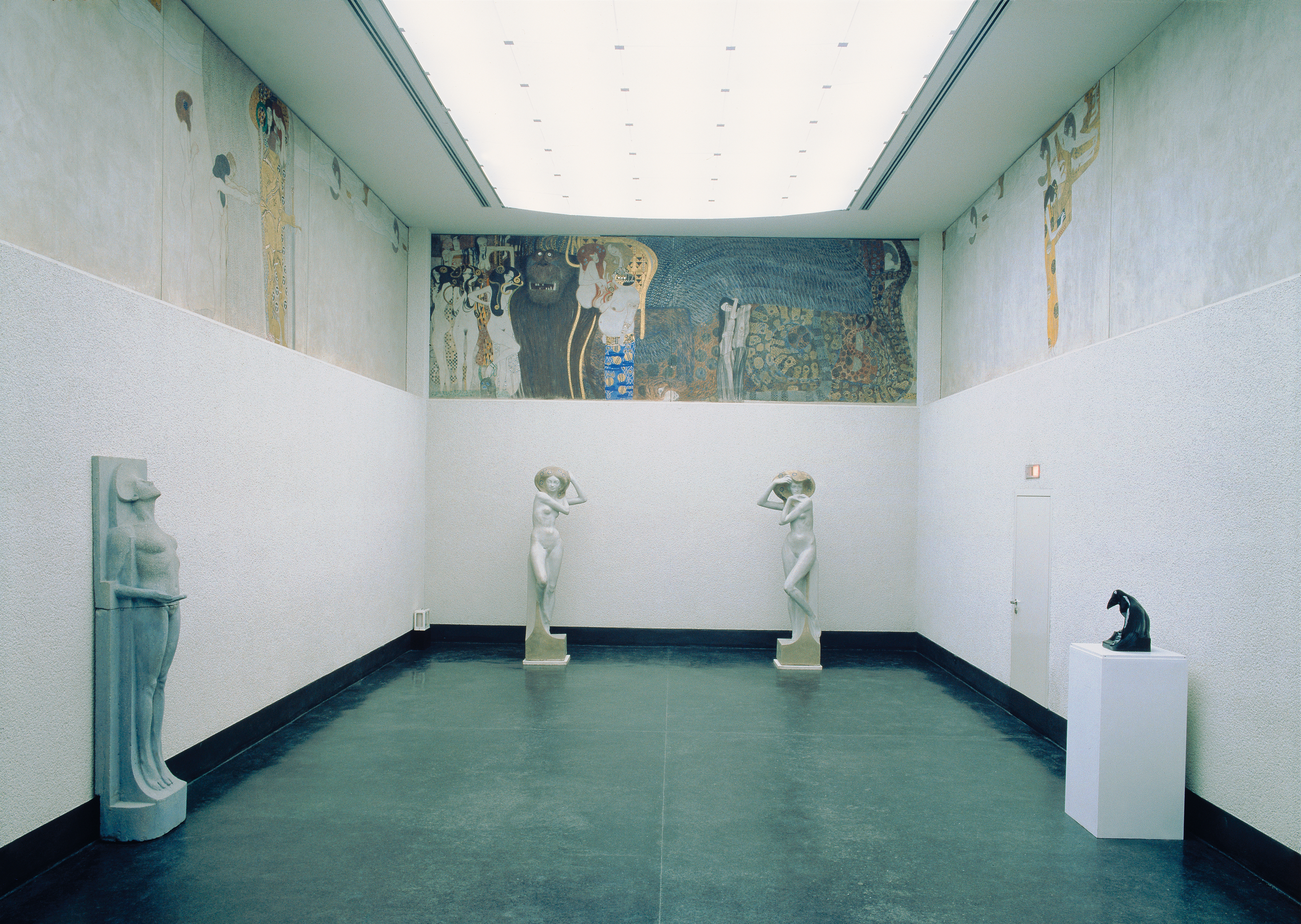
Widok ogólny

Fryz Beethovena (niem. Beethovenfries) – symbolistyczny fryz o wymiarach 34x2 m w holu wejściowym Budynku Secesji w Wiedniu z 1902 r. autorstwa Gustava Klimta, który ma upamiętniać IX symfonię Beethovena i jej interpretację Richarda Wagnera.
Fryz był elementem 14. Wystawy Secesji Wiedeńskiej, która miała uhonorować Ludwiga van Beethovena. Pierwotnie fryz miał zostać usunięty po wystawie, na którą go namalowano, jednak został odkupiony przez kolekcjonera w 1903 r. i oddzielony od murów w siedmiu częściach. Fryz został skonfiskowany przez władze nazistowskie, jednak przetrwał wojnę i został zwrócony właścicielowi. W 1973 r. władze Austrii odkupiły dzieło i w 1986 r. udostępniły je do zwiedzania w pierwotnym miejscu jego powstania jako część wystawy stałej.